# Erbshausen-Sulzwiesen
Erbshausen-Sulzwiesen ist der größte Ortsteil der Gemeinde Hausen bei Würzburg im Nordosten des unterfränkischen Landkreises Würzburg.

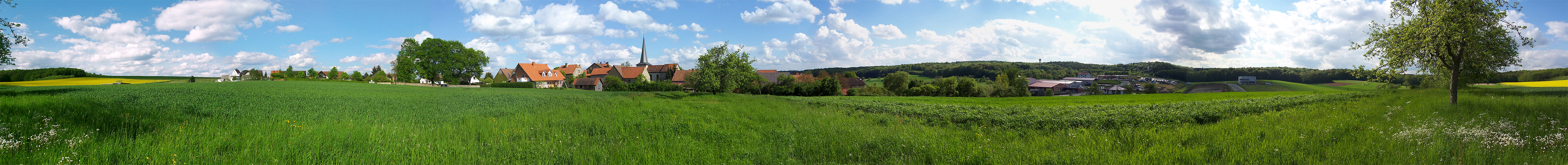
Panorama von Erbshausen

## Geographie
Erbshausen-Sulzwiesen liegt auf einer Höhe von 280 m ü. NN und hat ca. 900 Einwohner, von denen die meisten in Würzburg arbeiten. Der Ort liegt im Landkreisdreieck Würzburg – Main-Spessart – Schweinfurt, fast mittig zwischen den beiden regionalen Oberzentren Würzburg und Schweinfurt und direkt am Naherholungsgebiet Gramschatzer Wald, das 500 Meter vom Ortsende entfernt beginnt. Eine Sehenswürdigkeit ist die nahe dem Augustinerkloster Fährbrück aufragende von 1685 bis 1697 erbaute barocke Wallfahrtskirche Mariae Himmelfahrt. Ein beliebter Anziehungspunkt ist auch der Barfußpfad Gramschatzer Wald im Gewerbegebiet und der Heimatweg, der den Ort mit Hausen bei Würzburg, Rieden und Fährbrück verbindet.
Erbshausen-Sulzwiesen hat direkten Anschluss an die A 7 Würzburg-Kassel über die auf Gemeindegebiet liegende Autobahnanschlussstelle Gramschatzer Wald. Im ÖPNV bestehen Busverbindungen nach Würzburg.

## Geschichte
Die erste urkundliche Erwähnung des Dorfes geht auf das Jahr 1164 zurück. Es sind Mitglieder der Benediktinerabtei Schlüchtern bei Fulda, denen die beiden Dörfer Erbshausen und Sulzwiesen ihr Entstehen verdanken, während die Nachbarorte Hausen bei Würzburg und Fährbrück von der Abtei Neustadt am Main gegründet wurden. Der Bischof von Würzburg bestätigt im Jahre 1167 dem Abt Ulrich vom Kloster Schlüchtern seine Besitzungen in Sulzwiesen, die ein Ritter Otto von Wickershausen diesem Kloster geschenkt hatte. Das Kloster legte den Grund zum späteren Dorf Sulzwiesen. Weil Sulzwiesen aber zur damaligen Zeit wegen der vielen Quellen recht feucht und nass war, fing man wohl an, in geringer Entfernung auf einer kleinen Anhöhe eine neue Ansiedlung, das heutige Erbshausen, anzulegen.
Eine wichtige Rolle spielten lange die Herren von Grumbach. Bauernkrieg, Markgräflerkrieg, der Einmarsch des Schwedenheeres und manche andere politischen Wirren brachten auch über Erbshausen und Sulzwiesen viel Leid. Dazwischen tat die Pest ihr Übriges.
Bis Ende des 16. Jahrhunderts waren die Herren von Grumbach die Vögte oder Lehnsherren des Dorfes, dann fiel Erbshausen-Sulzwiesen an das Hochstift Würzburg. 1814 schließlich wird das Frankenland dem Königreich Bayern zugeteilt.
Laut Aufzeichnungen des Ordinariats Würzburg gehörte Erbshausen-Sulzwiesen zuerst zu Fährbrück und nach der Zerstörung Fährbrücks im Bauernkrieg zur Pfarrei Bergtheim. Ab 1899 wurde Erbshausen-Sulzwiesen seelsorgerisch vom Augustinerkloster Fährbrück betreut.
Am 1. Juli 1972 kam die Gemeinde Erbshausen, die vorher 110 Jahre dem ehemaligen Landkreis Karlstadt angehörte, durch die Kreisgebietsreform in Bayern zum Landkreis Würzburg. Im Zuge der Gemeindegebietsreform verlor die Gemeinde am 1. Mai 1978 ihre Selbstständigkeit. Die bisher selbstständigen Gemeinden Erbshausen, Hausen bei Arnstein und Rieden schlossen sich unter dem Gemeindenamen Hausen bei Arnstein zu einer neuen Einheitsgemeinde zusammen. Sitz der Verwaltungsgemeinschaft wurde zunächst Bergtheim, später dann selbst die Gemeinde Hausen bei Würzburg (neuer Name ab dem 12. Oktober 1978).
Im Laufe des letzten Jahrhunderts sind Erbshausen und Sulzwiesen zu einem einheitlichen Dorf mit heute rund 900 Einwohnern weitgehend zusammengewachsen.
Durch die Ausweisung von Baugebieten kam es in den letzten Jahren zu einer regen Bautätigkeit und zu einem beträchtlichen Anwachsen der Einwohnerzahl.

## Kultur und Sehenswürdigkeiten

### Klöster und Kirchen

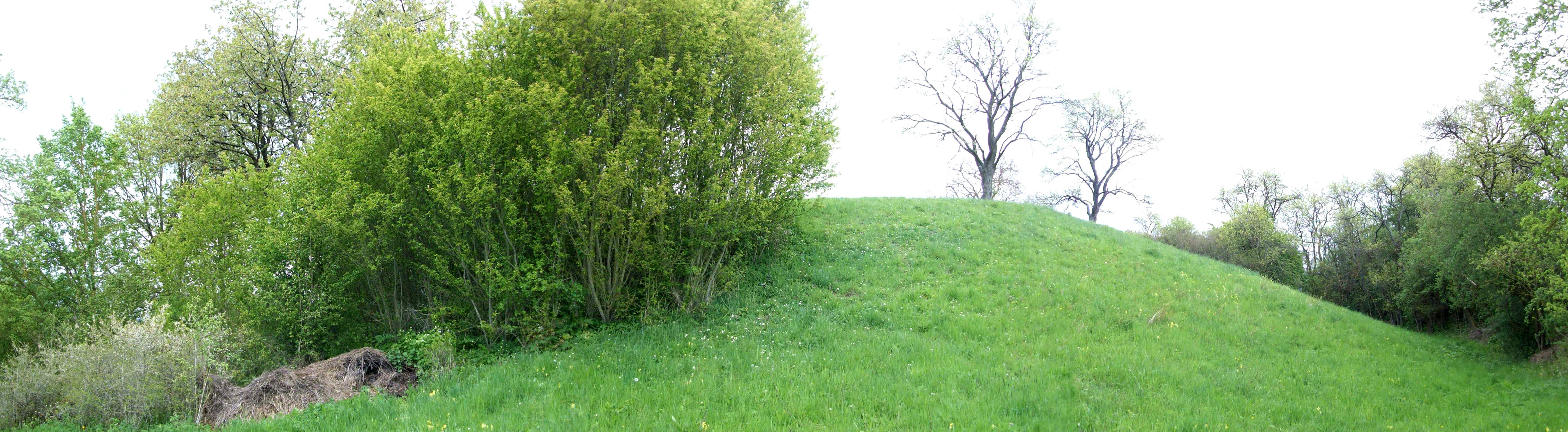
Der Burgstall Erbshausen südlich des Ortes nordöstlich des Unterhofes mit Turmhügel und auslaufendem Halsgraben

Wann in Erbshausen-Sulzwiesen erstmals eine Kirche oder Kapelle entstand, liegt im Dunkeln. Man kann annehmen, dass dies etwa 1160 geschehen ist. Die Sorge der Klöster – hier die Benediktinerabtei Schlüchtern – richtete sich nicht nur auf die Besiedlung, sondern auch auf das Seelenheil ihrer Untergebenen. Ein weiterer Hinweis für eine frühzeitige Kapelle könnte auch der Kirchenpatron St. Albanus sein, der, wie die Patrone von Hausen bei Würzburg und Fährbrück, St. Wolfgang bzw. St. Gregor, in engster Beziehung zum Benediktinerorden steht.
Die alte, noch vorhandene, aber profanierte Kirche in Erbshausen geht zurück auf Fürstbischof Julius Echter von Mespelbrunn (1573–1617). Julius Echter von Mespelbrunn ließ 1598 eine Kirche errichten, deren nachgotischer, gedrungener Turm mit dem Spitzhelm, der typische Echterturm, schon von Weitem erkennbar ist. Der Fürstbischof trennte die Gemeinden Hausen bei Würzburg, Erbshausen und Sulzwiesen von der Pfarrei Bergtheim, die nach der Zerstörung Fährbrücks im Bauernkrieg Sitz wurde. Er errichtete im Jahr 1613 eine neue Pfarrei zu Hausen bei Würzburg und gliederte ihr Erbshausen mit Sulzwiesen als Filiale ein. Ein neues größeres Langhaus wurde 1794 angebaut. Anfang der 1970er Jahre wurde unter Pater Odwin Lindner eine neue, den Richtlinien des Zweiten Vatikanischen Konzils entsprechende katholische Kirche erbaut. Sie diente als Ersatz für den zu klein gewordenen Vorgänger aus der Zeit Julius Echters und wurde am 23. Juni 1973 von Weihbischof Alfons Kempf konsekriert. Sie übernahm den Kirchenpatron der alten Kirche, St. Albanus. Die alte Kirche wurde profaniert und ist heute in Privatbesitz.

### Fachwerkhäuser
Hinter der ehemaligen Kirche in Erbshausen liegt an der Straße der Fachwerkbau der alten Schule. Das Nachbarhaus beim Friedhof ist nach Jugendstilart auf beiden Langhausseiten unter dem Dach mit Kindern bemalt, die eine lange Girlande tragen.
Neben dem ehemaligen Gasthaus Stühler, gegenüber der Dorflinde am ehemaligen Feuerwehrhaus, steht im rosenumrankten Gärtchen ein hübscher Fachwerkbau aus dem 17. oder 18. Jahrhundert. Kräftige, verzahnte Schrägkreuze füllen die Fächer unter den Fenstern. Auf der anderen Seite der zum Dorfplatz erweiterten Straße findet man zwei weitere, malerische Fachwerkbauten als schönen Ortsabschluss.
Zum ehemaligen Weiler Sulzwiesen zieht das andere Gemeindeende hin. Auffallend sind hier die großen, gut gehaltenen Anwesen.

### Backhäusle
Im Jahre 1838 wurde das Gemeindebackhaus („Backhäusle“) in Sulzwiesen von Herrn Mitesser aus Hausen bei Würzburg erbaut. Die Kosten für die Errichtung betrugen damals 423 Gulden. Da das Läuten der Kirchenglocken in Erbshausen für die Sulzwiesener Einwohner nicht immer hörbar war, entschied sich der Gemeinderat für die Anschaffung einer Glocke. Gestiftet wurde das Glöcklein mit einem Durchmesser von 49 Zentimetern und einem Gewicht von 1,5 Zentnern im Jahre 1845 für 60 Gulden von Johann Keller aus Sulzwiesen. 1847 wurde zum ersten Mal ein Jahreslohn von fast fünf Gulden (ca. vier Euro) für das mehrmalige Läuten zum Engel des Herrn am Tage bezahlt. Diese Glocke und die Glocken der Erbshäusener Kirche mussten 1942 im Zweiten Weltkrieg für Kriegsmaterial geopfert werden. 1949 bestellte Pater Raphael eine neue Glocke mit der Aufschrift Gloria in excelsis Deo und einem Durchmesser von 37,5 Zentimetern. Das „Blootzglöckle“ wurde regelmäßig per Hand an einem Glockenstrang zum Schwingen und Tönen gebracht. Die Form des Kreuzes auf dem Dach wird als Patriarchalkreuz oder „Caravacakreuz“ bezeichnet.
Die einzelnen Familien konnten damals regelmäßig ihren Brotvorrat für 14 Tage backen. Vor dem Brotbacken wurden meistens Apfel-, Zwetschgen- und Kaseblootz und zur Weihnachtszeit auch Plätzchen gebacken. Zur Kirchweihzeit wurden Gänse und Enten knusprig gebraten, die von jungen Burschen aus dem Backofen entwendet und heimlich verspeist wurden.
Bis 2003 stand das „Backhäusle“ unbenutzt am Ortsausgang nach Hausen bei Würzburg. Aus der Bevölkerung kam der Wunsch nach einer Sanierung. Zum 25-jährigen Gemeindejubiläum im Mai 2003 wurde der Innenraum geputzt und neu gestrichen. Im September des gleichen Jahres haben bis zu 25 freiwillige Helfer ausgeräumt, den Dachstuhl repariert und das Dach wieder eingedeckt. Die etwa 30 Kilogramm schwere Bronzeglocke wurde nach einer Generalüberholung in der Passauer Glockengießerei Rudolf Perner im Januar 2004 anschließend wieder an ihrem ehemaligen Platz, an die Glockenstube, angebracht. Am 26. Januar 2004 konnte dann das Glöcklein nach fünfjährigem Ruhestand wieder klingen. Das Läuten erfolgt nun elektronisch mit einer Glockenläutanlage dreimal am Tag um 6, 12 und 18.30 Uhr. Als alle Sanierungsarbeiten am „Backhäusle“ beendet wurden, feierten die Erbshausener-Sulzwiesener das mit einem „Backofenfest“ am 2. Mai 2004. Da nun auch das Schamott-Gewölbe des Backofens neu gemauert wurde, können im „Backhäusle“ wieder Brot und Blootz gebacken werden.

### Bildstöcke
Am Eingang zur Holundergasse (in der Nähe der alten Kirche) trifft man auf einen alten Bildstock mit dem ungewöhnlichen Thema „vom Blutwunder zu Walldürn“. Am Ortsrand von Erbshausen, unweit vom Gewerbegebiet entfernt, stößt man auf einen gut erhaltenen Prozessionsaltar mit dem Thema der Vierzehn Nothelfer.

## Wirtschaft und Infrastruktur

### Verkehr
Erbshausen-Sulzwiesen liegt direkt an der Autobahn 7 Würzburg – Kassel, Abfahrt Gramschatzer Wald. Der Ort ist ebenso an die Bundesstraße 19 von Würzburg nach Schweinfurt angeschlossen und an das Rad- und Wanderwegenetz Heimatweg sowie an das Main-Werra-Radnetz angebunden. Im ÖPNV wird der Ort über die Buslinie 46 von Würzburg aus im Linienverkehr erschlossen. Durch den Ort verläuft der Fränkische Marienweg.

### Einrichtungen
Erbshausen-Sulzwiesen besitzt eine katholische Kirche, einen Kindergarten, eine Grundschule, die Freiwillige Feuerwehr (FF), eine Mehrzweckhalle, einen DJK-Sportverein und ein Gewerbegebiet an der A 7.

#### Grundschule
Bis 1676 hatte der Ort keinen Lehrer. Die Kinder wurden – soweit überhaupt – im benachbarten Hausen unterrichtet. 1677 wurde ein eigener Lehrer genannt; unterrichtet wurde damals in einer Mietwohnung. Von 1678 bis 1680 wurde das erste Schulhaus in Erbshausen gebaut. Es wurde 1788 wegen Baufälligkeit eingerissen und neu aufgebaut. Rund 90 Jahre später, 1879, wurde eine neue Schule nebenan gebaut, die man 1905 aufstockte, weil sie zu klein geworden war.
Am 20. November 1963 wurde die neue Grundschule in Erbshausen-Sulzwiesen eröffnet. Sie wurde zum Schuljahresanfang im September 1963 bezogen und einen Monat später eingeweiht. Steigende Schülerzahlen und die bestehende Schulraumnot hatten die Gemeinderäte von einst veranlasst, den Neubau zu beschließen. Unter Bürgermeister Franz Beck wurde im Februar 1962 mit dem Bau begonnen. Hanns Habinger aus Karlstadt war der Architekt der Schule. Stolz sind die Dorfbewohner auf ihre neue Schule gewesen, in der in den Anfängen 140 Kinder von der ersten bis achten Klasse unterrichtet wurden.

#### Freiwillige Feuerwehr
Vor Gründung der Freiwilligen Feuerwehr führte bei Brandfällen die gesamte Einwohnerschaft die Löscharbeiten aus. Die Leitung hatten einige fachkundige Männer, die eine genaue, vorgeschriebene Feuerordnung zu beachten hatten. Schon 1550 erschien eine Feuerordnung, die im Laufe der nächsten Jahrhunderte ergänzt und aufs Schärfste zu halten befohlen wurde.
Die Freiwillige Feuerwehr Erbshausen-Sulzwiesen entstand im Jahre 1875: Am 1. August 1875 erklärten sich 30 junge Männer, eine Feuerwehr in hiesiger Gemeinde zu gründen.
Während der Kriegszeit von 1939 bis 1945 bestand die Feuerwehr hauptsächlich aus Jugendlichen zwischen 14 und 18 Jahren, ebenso waren einige Löschgruppen der weiblichen Jugend ausgebildet. Am 24. Februar 1944 waren die Löschgruppen bei den durch Brandbombenabwürfen über Sulzwiesen ausgebrochenen Bränden eingesetzt; vier Scheunen brannten nieder.

#### Mehrzweckhalle
Die 1980/81 errichtete Mehrzweckhalle ist sowohl für sportliche, als auch für gesellschaftliche und kulturelle Veranstaltungen ausgelegt. Abgesehen von Sportveranstaltungen der DJK Erbshausen-Sulzwiesen finden in der Halle unter anderem Tanz- und Festveranstaltungen, Bürgerversammlungen sowie Theateraufführungen und Musikveranstaltungen statt. Bei einer Innenfläche von 15 × 27 Meter (Normmaße einer Einfachturnhalle), kann die Halle mit bis zu 600 Sitzplätzen bestuhlt werden. Zusätzlich wurde eine feststehende Bühne installiert.
Vor dem Bau der Mehrzweckhalle war über rund zwei Jahrzehnte hinweg kein größerer Veranstaltungsraum in Erbshausen-Sulzwiesen vorhanden, da der Anfang der fünfziger Jahre erbaute Gemeindesaal bereits einige Jahre später zum gemeindlichen Kindergarten umfunktioniert wurde. Als in den siebziger Jahren in umliegenden Ortschaften zunehmend Veranstaltungs- und Mehrzweckhallen errichtet wurden, initiierte 1978 die DJK Erbshausen-Sulzwiesen den Bau einer ebensolchen Halle unmittelbar am örtlichen Sportplatz. Für drei Viertel der Baukosten in Höhe von 1 Million DM kam die Gemeinde auf. Davon abgesehen flossen circa 15.000 freiwillige Arbeitsstunden in den Hallenbau. Im Jahr 1986 kam es durch einen technischen Defekt zu einem Brand, der das Dach und den Sportboden zerstörte.

#### DJK-Sportheim
Im Oktober 1971 wurde der Bau eines DJK-Sportheimes beschlossen. Das Sportheim wurde am 3. Juni 1972 fertiggestellt und am 3. und 4. Juli 1976 eingeweiht. Im Jahr 2024 wurde das Sportheim renoviert.

### Vereine
- Die Deutsche Jugendkraft (DJK) Erbshausen-Sulzwiesen besteht seit 19. November 1953. An der Gründungsversammlung nahmen 22 meist jüngere Männer teil, die auch sofort dem neuen Verein beitreten, der den Namen Burschenverein – Deutsche Jugendkraft Erbshausen-Sulzwiesen erhielt. Neben Fußball werden auch Tischtennis, Korbball, Volleyball und Badminton gespielt. Daneben gibt es noch die Abteilung Damengymnastik und Laufen. Erfolge verzeichnete die DJK Erbshausen-Sulzwiesen in den Jahren 1973 und 1978, als die erste Mannschaft Meister der C-Klasse, Gruppe 9, wurde und somit in die B-Klasse aufstieg. Am 9. Juni 1973 wurde die DJK Erbshausen-Sulzwiesen unterfränkischer Vizepokalmeister. Ein beliebtes Spektakel ist der alljährliche Vatertagslauf. Mit Es-Dur ist der DJK ein eigener gemischter Chor anhängig, der im Jahr 2025 sein 30-jähriges Bestehen feiert. Seit Oktober 2021 steht der Chor unter der Leitung von Maximilian Tischer.[3]
- Die Laienspielgruppe der DJK Erbshausen-Sulzwiesen wurde im November 1912 vom damaligen Burschenverein gegründet und ist somit die älteste Laienspielgruppe im Landkreis Würzburg. Bereits im Januar 1913 kam es zur ersten Aufführung eines Theaterstückes in Erbshausen-Sulzwiesen. Seit 1913 werden mindestens einmal jährlich Theaterstücke und ab 1955 auch Bunte Abende aufgeführt. Sie sind als kulturelle Bereicherung für die gesamte Umgebung nicht mehr wegzudenken. Als Regisseure fungierten Patres, Lehrer und Männer aus dem Ort. Die Laienspielkunst ist immer im November und Dezember in der Mehrzweckhalle Erbshausen-Sulzwiesen zu bestaunen.
- Der Musiverein Erbshausen-Sulzwiesen weist eine lange Tradition auf.[4]

### Medien
Zwei Mal im Monat erscheint in Erbshausen-Sulzwiesen das Mitteilungsblatt „Dorf-Zeitung“. Die „Dorf-Zeitung“ informiert die Bewohner des nördlichen Landkreis Würzburg mit aktuellen Informationen aus den verschiedenen Gemeinden. Neben Nachrichten gibt es auch Veranstaltungshinweise und Kleinanzeigen.
Seit 2006 verstand sich die Website erbshausen-sulzwiesen.de als Internet-Dorf-Portal für die Gemeinde. Infolge der Gründung des Vereins zur Förderung der Dorfgemeinschaft erbswiesen im Jahr 2008 wechselte das Portal auf erbswiesen.de, wo es allen Einwohnern und Interessierten die Möglichkeit zur Information, Austausch oder Präsentation bietet. Gerne gesehen ist die kreative Mitarbeit nicht nur am umfangreichen Material auf der Seite selbst, sondern auch bei immer wieder stattfindenden öffentlichen und meist wohltätigen (idealerweise zugunsten örtlicher Einrichtungen) Veranstaltungen.

## Persönlichkeiten
- Felix Gössmann (1907–1968), römisch-katholischer Theologe